# South Australia
South Australia eller Sydaustralien, förkortat SA, är en av Australiens sex delstater, belägen i södra delen av landet. Den har omkring 1,7 miljoner invånare och dess huvudstad är Adelaide.
South Australia har aldrig varit en straffkoloni. och området ingick ursprungligen i den brittiska kolonin New South Wales. Delstaten blev 28 december 1836 en egen koloni, och 1901 förenades Storbritanniens australiska kolonier till staten Australien. 
Northern Territory var fram till 1911 ett territorium under South Australia. Australiens mest kända vinområde Barossa Valley ligger i South Australia.
Stora Victoriaöknen sträcker sig över delar av delstaterna South Australia och Western Australia.

### Fotnoter
1. ↑  Area of Australia - States and Territories. Geoscience Australia. Läst 17 november 2017.
2. 1 2  2016 Census QuickStats: South Australia. Arkiverad 14 oktober 2017 hämtat från the Wayback Machine. Australian Bureau of Statistics. Läst 17 november 2017.
3. ↑  ”States of Australia” (på engelska). World Statesmen. http://www.worldstatesmen.org/Australian_States.html#South-Australia. Läst 29 december 2012.